# Kåre Hedebrant
Kåre Hedebrant (Estocolmo, Suecia, 28 de junio de 1995) es un actor sueco más conocido por su rol protagónico en la película Låt den rätte komma in.

## Biografía
Kare vive con sus padres y su hermana unos cuatro años mayor años en las afueras de Estocolmo. Estudia en la Escuela de Música Adolf Frederick, una escuela elemental especializada en canto y música, donde participa en el coro, que a menudo realiza giras por Europa durante el verano. Antes de actuar en el cine, Kare participó en el año 2005 en una producción teatral basada en "Emil i Lönneberga" uno de los libros infantiles de Astrid Lindgren. Le gusta pasar el tiempo libre con sus amigos y sabe tocar el piano y la guitarra.
Forma parte de una banda llamada The Broadcasting Service que toca rock alternativo.

## Carrera artística
En 2007, tras participar en un casting de 4000 niños, Hedebrant fue elegido para interpretar el papel protagónico de Oskar en la película Låt den rätte komma in, basada en la novela homónima. Interpreta a Oskar Eriksson, un niño de doce años, tímido y sensible, que sufre los abusos y las palizas de los compañeros de la escuela. Nunca se defiende pero por las noches sueña con asesinarlos y a menudo juega con un cuchillo en el patio de su bloque de apartamentos.
En general Hedebrant ha recibido críticas positivas por su papel. De acuerdo con la revista If: Hedebrant hace un buen trabajo interpretando la silenciosa melancolía, la rabia y el desafío del niño. James Berardinelli lo ha considerado una elección interesante para interpretar a Oskar y ha mencionado que hace que el personaje parezca alejado, aislado y un poco inquietante. Hedebrant ha manifestado que aunque no ha decidido continuar su carrera como actor, le gustaría interpretar otro papel de nuevo. Recibió una nominación a la "Mejor Interpretación de una película extranjera como mejor actor protagonista" (junto con Lina Leandersson) en los Premios a los Mejores Artistas Jóvenes.

## Otras producciones
Hedebrant es el protagonista de la película Amors Baller, una comedia romántica noruega dirigida por Kristoffer Metcalfe. Hedebrant interpreta a Lucas, un adolescente sueco que se traslada a una pequeña ciudad noruega y se enamora de la portera del equipo de fútbol femenino local. La película se estrenó el 25 de marzo de 2011.
En el año 2012 interpretó el papel de Tobias en el drama sueco de ciencia ficción Real Humans.